# ふくしまリレーズ
東邦カップふくしまリレーズ（とうほうカップふくしまリレーズ）は、例年10月に福島県福島市の県営あづま陸上競技場で行われる陸上競技大会である。リレー種目に特化した大会で、福島陸上競技協会の主催、東邦銀行の共催で行われる。

## 概要
福島県の陸上競技およびリレーの競技力向上・普及を目的に2012年に新設された。県内の小学生・中学生・高校生を対象に行われる4×100mリレーが中心の大会で、例年10月に福島県営あづま陸上競技場で開催される。東邦銀行陸上競技部の選手など日本トップクラスの選手が出場する招待レースも行われるため、大会から日本記録も誕生している。
第3回大会（2014年）は第98回日本選手権のサブイベントとして開催され、6月に2日間の日程で行われた（招待レースは実施せず）。

## 大会一覧
| 回 | 開催日         | 場所                     | 結果        |
| -- | -------------- | ------------------------ | ----------- |
| 1  | 2012年10月20日 | 福島県営あづま陸上競技場 | [ 4 ] [ 5 ] |
| 2  | 2013年10月19日 | 福島市信夫ヶ丘競技場     | [ 6 ]       |
| 3  | 2014年6月7-8日 | 福島県営あづま陸上競技場 | [ 7 ]       |
| 4  | 2015年10月17日 | 福島県営あづま陸上競技場 | [ 8 ]       |
| 5  | 2016年10月22日 | 福島県営あづま陸上競技場 | [ 9 ]       |
| 6  | 2017年10月14日 | 福島県営あづま陸上競技場 |             |
| 7  | 2018年10月21日 | 福島県営あづま陸上競技場 |             |
| 8  | 2019年10月14日 | 福島県営あづま陸上競技場 |             |
| 9  | 2020年10月24日 | 福島県営あづま陸上競技場 |             |

## 大会から誕生した日本記録
男女混合4x400mRは日本記録非公認種目のため日本最高記録
| 回 | 種目            | 記録（風速）  | 選手 | 樹立年月日     |
| -- | --------------- | ------------- | --- | -------------- |
| 1  | 女子60m         | 7秒36（+0.9） | 渡辺真弓（東邦銀行）                                                                                      | 2012年10月20日 |
| 4  | 女子4x200mR     | 1分35秒36     | 東邦銀行 ・紫村仁美 ・千葉麻美 ・青木沙弥佳 ・渡辺真弓                                                    | 2015年10月17日 |
| 6  | 男女混合4x400mR | 3分23秒83     | 福島選抜A ・武石この実（東邦銀行） ・記野友晴（東邦銀行） ・青木沙弥佳（東邦銀行） ・渡部佳朗（城西大学） | 2017年10月14日 |